# 撒拉和天使長
《撒拉和天使長》是義大利洛可可藝術家喬凡尼·巴蒂斯塔·提埃坡羅的濕壁畫作品，大約在1726年至1728年期間繪製。